# Armagh City, Banbridge and Craigavon
Armagh City, Banbridge and Craigavon (irisch Ceantar Ard Mhacha, Dhroichead na Banna agus Craigavon) ist ein District in Nordirland. Er wurde am 1. April 2015 aus District und Stadt Armagh, dem District Craigavon, dem größten Teil des Borough Banbridge sowie einem kleinen Teil von Dungannon and South Tyrone gebildet. Verwaltet wird er durch das Armagh City, Banbridge and Craigavon District Council.

## Lage
Der neue District bedeckt den Nordteil des County Armagh und den Nordwestteil des County Down. Er enthält den Oberlauf des Bann, große Teil des Südufers des Lough Neagh und die Stadt Armagh. Es gibt dort 139.285 Stimmberechtigte. Der Name wurde am 17. September 2008 festgelegt und 2016 mit dem Zusatz „City“ für Armagh verändert, um dessen Status hervorzuheben.

## Demografische Daten
Die im District lebenden Nationalitäten sind lt. der Volkszählung von 2021:
- 33,45 % nur Briten
- 26,34 % nur Iren
- 18,97 % nur Nordiren
- 08,21 % nur Briten und Nordiren
- 01,47 % nur Iren und Nordiren
- 01,20 % nur Briten, Iren und Nordiren
- 00,48 % nur Briten und Iren
- 09,87 % Sonstige

Die Religionszugehörigkeit (Census 2021) im District stellt sich, wie folgt, dar:
- 41,73 % Protestanten und andere christliche Konfessionen
- 41,04 % Katholiken
- 17,23 % Sonstige und keine

## Verwaltung
Das Armagh, Banbridge and Craigavon District Council ersetzte das Armagh City and District Council, das Banbridge District Council und das Craigavon Borough Council. Die ersten Wahlen für das District Council sollten eigentlich im Mai 2009 stattfinden, aber am 25. April 2008 verkündete Shaun Woodward, Minister für Nordirland, dass die Wahlen auf 2011 verschoben seien. Die ersten Wahlen fanden dann tatsächlich am 22. Mai 2014 statt.